# Sabin Mureșan
Sabin Mureșan (n. 1891, Mureșenii de Câmpie, Cluj, Austro-Ungaria – d. secolul al XX-lea, Cluj-Napoca, România) a fost un deputat în Marea Adunare Națională de la Alba Iulia, organismul legislativ reprezentativ al „tuturor românilor din Transilvania, Banat și Țara Ungurească”, cel care a adoptat hotărârea privind Unirea Transilvaniei cu România, la 1 decembrie 1918.:p. 182-183

## Biografie
Născut în 1891 în comuna Imbuz (Mureșenii de Câmpie) jud.Cluj într-o familie de preoți, Sabin Mureșan funcționează ca profesor secund la liceul de stat maghiar din Meró Rávesd. Sub regimul românesc, Mureșan este detașat la Resortul Cultelor și Instrucțiunii din Consiliul Dirigent, găsindu-l mai apoi în slujba de bibliotecar la Biblioteca Universității din Cluj. El a dezvoltat o intensă activitate publicistică, combătând mai ales în ziarele din Cluj revizionosmul maghiar, dar se deosebește și printr-o frumoasă lucrare despre balada românească. Sabin Mureșan a predat lecții de limbă română și Constituția României din 1924, încetând din viață în municipiul Cluj.

## Activitatea politică
Ca personalitate politică, Sabin Mureșan este ales ca delegat al comunei Imbuz pentru Adunarea Națională de la Alba Iulia de la 1 decembrie 1918, fiind poate unicul delegat al Marii Uniri care, deși funcționar de stat al Ungariei, totuși a participat și a votat ca delegat Marea Unire. A fost consilier al comitatului Cluj și președinte al delegației comitatense.